# پژتک
پژتک (به لهستانی:  Przytyk) یک روستا در لهستان است که در گمینا پژتک واقع شده‌است. پژتک ۹۹۰ نفر جمعیت دارد.